# Ворганов, Эдуард Алексеевич
Эдуард Алексеевич Ворганов (род. 7 декабря 1982, Воронеж) — российский шоссейный велогонщик, выступающий за Team Katusha.

## Карьера
Будучи любителем, в 2004 году Эдуард Ворганов выиграл Мемориал Олега Дьяченко и Тур Арденн. С 2005 года он выступал за команду «Омнибайк Динамо Москва», за которую он выиграл Пять колец Москвы. Эта победа остаётся для Ворганова последней на данный момент. В 2007 году он перешёл в испанскую Karpin - Galicia, за которую впервые проехал супервеломногодневку — Вуэльту. Ворганов участвовал в пяти Гранд Турах, но ни в одном не финишировал в первой двадцатке. В 2010 году он вернулся в Россию, в «Катюшу». На старте сезона Ворганов финишировал 7-м в Тур Даун Андер, летом он остановился в шаге от медалей чемпионата России, став 4-м.
В феврале 2016 года был уличён в употреблении запрещённого препарата мельдония и отстранён от соревнований.

## Достижения
2004
- Победа на Мемориале Олега Дьяченко
- Победа в общем зачёте и на 4-м этапе Тура Арденн

2005
- 3-й на Мемориале Олега Дьяченко
- Победа в общем зачёте Пяти колец Москвы
- 3-й в общем зачёте Тура Словакии

2006
- 3-й на Кубке мэра

2007
- 2-й на Классика Альмерии

2010
- 7-й на Тур Даун Андер

2012
- Чемпион России в групповой гонке

## Выступления на супермногодневках
| Гранд Тур       | 2007 | 2008 | 2009 | 2010 |
| --------------- | ---- | ---- | ---- | ---- |
| Джиро д’Италия  | -    | -    | 23   | -    |
| Тур де Франс    | -    | -    | -    | 79   |
| Вуэльта Испании | 70   | 60   | 26   | -    |